# Halecium liouvillei
Halecium liouvillei är en nässeldjursart som beskrevs av Chantal Billard 1934. Halecium liouvillei ingår i släktet Halecium och familjen Haleciidae. Inga underarter finns listade i Catalogue of Life.